# Diplotaxis maurorum
Diplotaxis maurorum là một loài thực vật có hoa trong họ Cải. Loài này được (Durieu) M.B.Crespo & M.Fabregat mô tả khoa học đầu tiên năm 2002.